# XXIIe corps (armée de l'Union)
Le XXII Corps est un corps de l'armée de l'Union pendant la guerre de Sécession. Il est créé le 2 février 1863, composé de toutes les troupes en garnison à Washington, DC, et comprend trois divisions d'infanterie et une de cavalerie (sous les ordres de Judson Kilpatrick, qui la quitte pour rejoindre l'armée du Potomac au cours de la campagne de Gettysburg). Plusieurs de ses unités sont transférées dans l'armée du Potomac au cours de la campagne de l'Overland de Grant.
Ce corps ne comprend pas les nombreux régiments qui passent par Washington, sur le chemin vers le front ou de retour. Et il n'inclut pas les nombreux régiments de l'armée du Potomac, l'armée de la Géorgie et l'armée du Tennessee qui campent dans la région à participer à la grande revue des armées.

## Histoire
Les armées de la guerre de Sécession à l'époque tirent leur nom du département où elles sont créées. C'est la raison de la dénomination de l'armée du Potomac, créée dans le département du Potomac. Au moment de la guerre, l'Union nomme la plupart de ses départements, et donc de ses armées, d'après des repères naturels, plus précisément les cours d'eau, c'est-à-dire l'armée du Potomac, l'armée de la James, l'armée du Golfe, etc. En opposition, la Confédération nomme la plupart de ses armées selon des zones géographiques et des États.

### Département de l'est
Comprenant l'ensemble des États-Unis à l'est du fleuve Mississippi, près de la moitié de ce qui devient le territoire confédéré. Créé le 1er janvier 1861, il y a de nombreux départements formés à l'intérieur de ses frontières, et enfin démantelé le 17 août 1861. Son objectif principal est d'utiliser une chaîne de commandement de toutes les unités jusqu'au plus petit des départements qui pourrait être formé. Basé à Albany, New York, il est commandé par le major-général John E. Wool.

### Département de Washington D.C.
Constitué le 9 avril 1861, pour inclure Washington D.C. à ses frontières d'origine d'Arlington, en Virginie, et l'État du Maryland aussi loin que Bladensburg. Il est formé au centre de la défense de la capitale nationale, et de le différencier du département de l'est. Le département est commandé par le lieutenant-colonel Charles F. Smith du 10 avril au 28 avril 1861, et le colonel (plus tard, brigadier général), Joseph K. Mansfield du 28 avril 1861, jusqu'à la dissolution du département le 25 juillet 1861.

### Département du Potomac
Le département du Potomac, formé le 25 juillet 1861, et dissous le 16 août 1861, doit assurer la défense de la ville de Washington, DC. Ce Département se voit confier la protection de la capitale des États-Unis, avec la construction de fortifications. Avant la dissolution du département du Potomac, la plupart des fortifications dans la région de Washington, DC, ont été construites, principalement par les régiments qui sont en garnison dans la région, dont la plupart sont partis pour former l'armée du Potomac. Il est commandé par le major-général George B. McClellan.

### District militaire de Washington
Un district militaire pendant la guerre de Sécession est une formation au sein d'un département dont l'objet est de rendre compte directement au commandant du département des affaires administratives.
Le district militaire de Washington est organisé le 26 juin 1862, comprenant Washington, D.C. ; Alexandria, en Virginie ; et fort Washington, Maryland. C'est un district du département du Potomac. Il est incorporé dans le département du Rappahanock du 4 avril 1862 jusqu'au 26 juin 1862, quand il redevient un commandement indépendant. Le 2 février 1863, il fusionne avec le département de Washington. Il est commandé par le brigadier-général James S. Wadsworth.

### Département du Rappahannock
Le département du Rappahannock est formé le 4 avril 1862, à partir de le I corps original de l'armée du Potomac, pour contrôler la région de l'est des Blue Ridge Mountains jusqu'au fleuve Potomac, la ligne de chemin de fer de Fredricksburg et Richmond et le district de Columbia élargi pour inclure la zone entre le Potomac et la rivière Patuxent. Il est fusionné avec l'armée de Virginie en tant que de III corps le 26 juin 1862, avec le major-général Irvin McDowell en tant que commandant.

### Défenses de Washington D.C.
Les défenses de Washington D.C. est un commandement de courte durée, du 2 septembre 1862 au 2 février 1863. Il est utilisé pour la consolidation de toutes les défenses de la région y compris dans et autour de Washington D.C. Son principal objectif est le maintien des fortifications en les étendant dans un anneau autour de Washington, D.C.

### Département de Washington
Le 2 février 1863, le département de Washington est re-formé pour englober la zone du nord du Potomac de Piscataway Creek jusqu'à Annapolis Junction (près de l'actuel fort Meade), à l'ouest de la rivière Monocacy, vers le sud des Bull Run Montains par le chemin de Goose Creek, puis à l'est de rivière Occoquan. La taille de celui-ci permettra d'étendre la guerre pour inclure l'intégralité des comtés dans les États voisins du Maryland et de la Virginie.
Le quartier maître du département de Washington a été le plus grand quartier maître de département dans l'armée de l'Union. Des fonctions aussi variées que la construction, l'entretien des fortifications, les fournitures, la construction de routes, le transport, et les tests des munitions ainsi que de nombreuses autres fonctions sont prises par les quartiers maîtres du département de Washington. Washington D.C. sert également comme un point d'expédition de fournitures et de matériels destinés à la fois à l'armée du Potomac et à l'armée de la James.

### XXII corps

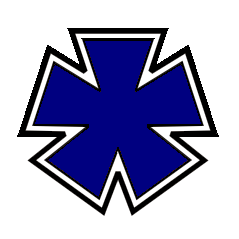
La croix pentagonale bleu sert comme l'insigne de la troisième division du XXII corps

Un corps est un regroupement de deux à six divisions, offrant un niveau de la chaîne de commandement généralement commandé par un major-général. Les corps sont d'abord créés par une loi du congrès du 17 juillet 1862, mais le major-général George B. McClellan les a mis en place au printemps de 1862. Avant cette époque, les formations sont connues sous le nom de « ailes » ou « grandes divisions ». La plupart des corps sont sous le commandement opérationnel de l'armée, mais pas le XXII corps.
Le XXII corps est formé comme un corps d'armée sous le département de Washington le 2 février 1863. Comme c'est la tradition, ses commandants sont aussi commandant du département de Washington. Au cours de son activité, de nombreux régiments qui sont mis hors combat arrivent pour se reconstituer et seront alors transférés de nouveau, la plupart d'entre eux en provenance ou vers à l'armée du Potomac.

## Batailles

### Les raids de Mosby
Pendant son temps d'existence du 43rd Battalion Virginia Cavalry, mieux connu sous le nom des rangers de Mosby, commandement de Mosby, ou raiders de Mosby, commandé par le colonel John S. Mosby, fait de nombreuses incursions dans la zone connue sous le nom de la Confédération de Mosby qui s'étend du comté de Loudoun County jusqu'au comté de Fairfax, en Virginie. De nombreux raids qu'il effectue se situent dans la région protégée par le XXII corps, et il y a de nombreuses escarmouches avec la division de cavalerie du brigadier-général William Gamble ainsi que de divers autres unités du XXII corps. Au cours de leur existence, les raiders de Mosby capturent le brigadier-général Edwin H. Stoughton (alors commandant de la 2nd Vermont Brigade), coupent les fils télégraphiques pendant la campagne de la vallée d'Early et font de nombreux raids contre les lignes de chemin de fer et d'approvisionnement des stations.

### Bataille de fort Stevens
Le corps participe à la défense de Washington au cours du raid sur Washington de Jubal Early de 1864, jouant un rôle majeur dans la défense du fort Stevens le 11 juillet 1864. La division de Hardin tient les lignes d'escarmouche et est engagée dans de petits combats, subissant 73 tués et blessés. Le lendemain, Early trouve les ouvrages détenus par des soldats vétérans du VI corps du major-général Horatio Wright et du XIX corps du brigadier-général breveté William Emory. Après avoir fait un petit combat, Early se retire, retournant en Virginie le lendemain.

## Historique des commandements
| Major général Samuel P. Heintzelman | 2 février 1863 - 13 octobre 1863, |
| Major-général Christopher C. Augure | 13 octobre 1863 - 11 juin 1865,   |
| Major-général John G. Parke         | 7 juin 1865 - 26 juin 1865 ,      |

## Officiers notables
| Nom                                         | Unité | Dates de service                   |
| ------------------------------------------- | --- | ---------------------------------- |
| Major général John G. Barnard               | Chef des ingénieurs, département de Washington                                                                                   | 1er juillet 1862 - 6 juin 1864,    |
| Major général Silas Casey                   | Commande la division de Casey (brigade provisoire) et sert en tant qu'officier administratif                                     | juin 1862 - mai 1863               |
| Major général George B. McClellan           | Commande le département du Potomac                                                                                               | 25 juillet 1861 - 16 août 1861     |
| Major général Montgomery C. Meigs           | Quartier-maître général de l'armée de l'Union et commandant du département à la Guerre clerc pendant la bataille de fort Stevens | 15 mai 1861 - 30 juin 1865         |
| Brigadier général John Joseph Abercrombie   | Commande la division d'Abercrombie                                                                                               | octobre 1862 - 26 juin 1863        |
| Brigadier général Barton S. Alexander       | Chef ingénieur des défenses de Washington, D.C.                                                                                  | 1er juillet 1862 - 7 avril 1863    |
| Brigadier général Robert Cowdin             | Commande la première et deuxième brigades de la division d'Abercrombie                                                           | octobre 1862 - 30 mars 1863        |
| Brigadier général Gustavus Adolphus DeRussy | Commandant de la division de DeRussy, stationnée au sud de Washington D.C.                                                       | 25 mai 1863 - 20 août 1865         |
| Brigadier général Martin Davis Hardin       | Commandant de la division d'Haskin, stationnée au nord de Washington D.C.                                                        | 8 juillet 1864 - 2 août 1865,      |
| Brigadier général Joseph Abel Haskin        | Commandant de la division d'Haskin stationnée au nord de Washington, D.C., plus tard chef de l'artillerie                        | 2 février 1863 - 10 avril 1866,    |
| Brigadier général William Gamble            | Commande la division de cavalerie                                                                                                | 21 décembre 1863 - 17 juillet 1865 |
| Brigadier général Rufus King                | Commande la division de King | 15 juillet 1863 - 20 octobre 1863  |
| Brigadier général Joseph K. Mansfield       | Commande le département original de Washington                                                                                   | 28 avril 1861 - 15 mars 1862,      |
| Brigadier général Edwin H. Stoughton        | Commandant la 2nd Vermont Brigade                                                                                                | 7 décembre 1862 - 9 mars 1863      |
| Colonel John Baillie McIntosh               | Commandant la division de cavalerie                                                                                              | 2 janvier 1864 - 2 mai 1864        |
| Chef aéronaute Thaddeus S. C. Lowe          | Commandant l'Union Army Balloon Corps                                                                                            | octobre 1861 - août 1863,          |

## Composants du XXIIecorps
De nombreux régiments et brigades servant dans le XXIIe corps sont affectés temporairement. Certains servent principalement pendant les périodes où ils sont en cours de reconstitution en raison des blessés des batailles, tandis que d'autres sont formés dans les environs de Washington avant de partir en campagne. D'autres encore sont des régiments d'artillerie lourde affectés aux fortifications entourant la capitale. Beaucoup d'unités, y compris les régiments d'artillerie, gardent plus de soldats que nécessaire au cours de la campagne de l'Overland de Grant et continuent au cours de la campagne de Richmond-Petersburg jusqu'à la fin de la guerre. Certaines unités commencent à servir avant la formation du XXIIe corps.

### Brigades célèbres du XXIIeCorps
La brigade de Californie est formée par le sénateur de l'Orégon et colonel Edwin Baker pour qu'il y ait une présence de la Californie sur le théâtre oriental. Après la mort du colonel Baker à la bataille de Balls Bluff, la brigade est rebaptisée la brigade de Philadelphie. Composée des 1st, 2nd, 3rd, et 5th California Infantry. Après un changement de désignation sous l’appellation de la brigade de Philadelphie, elle comprend le 69th, 71st, 72nd, et 106th Pennsylvania Infantry.
La première brigade du New Jersey est une brigade formée par l'État du New Jersey lors de la défense de Washington, DC. C'est la première brigade de la guerre de Sécession à être formée avec l'intention de ne comprendre que des régiments d'un seul État. Elle se compose des 1st, 2nd, 3rd, 4th et 10th New Jersey Infantry. D'ici à la fin de la guerre, à différents moments, il comprendra jusqu'à huit régiments du New Jersey.
La Pennsylvania Reserve Division est formée à la suite d'un surnombre de volontaires sur le quota demandé par le département à la Guerre. Après que le secrétaire à la Guerre refuse d'accepter les nouvelles unités dans le service fédéral, elles sont formées, équipées et entretenues par l'État de Pennsylvanie. Au cours de son service, à Washington D.C., elle est composée des 3rd, 4th et 8th Pennsylvania Reserves,.
Le Vermont donne deux brigades aux défenses de Washington D.C. La 1st Vermont Brigade, composée des 2nd, 3rd, 4th et 6th Vermont Infantry. Elles sont embrigadées ensemble pendant les efforts du colonel William F. « Baldy » Smith, qui part avec son camarade de promotion et ami de West Point, le major-général George B. McClellan.
La 2nd Vermont Brigade, composée des 12th, 13th, 14th, 15th et 16th Vermont Infantry, uniquement des régiments enrôlés pour neuf mois, est constituée le 27 octobre 1862.
Le brigade de fer (Iron Brigade) est la seule brigade nommée qui est composée à partir de divers États, les 2nd, 6th, et 7th Wisconsin Infantry, avec le 19th Indiana Infantry et est formée le 1er octobre 1861. Mais à l'époque, elle n'est pas connue par ce nom, mais simplement connue en tant que 3rd Brigade du I corps. Elle ne gagnera son surnom qu'après un an, lors de la bataille de South Mountain, au cours de la campagne d'Antietam.

### Californie
| Unité                   | Durée                               | Destination                              |
| 1st California Infantry | 22 juillet 1861 - 24 février 1862   | Transfert à Harper's Ferry, en Virginie, |
| 2nd California Infantry | 17 septembre 1861 - 22 février 1862 | Transfert à Harper's Ferry, en Virginie, |
| 3rd California Infantry | août 1861 - 22 février 1862         | Transfert à Harper's Ferry, en Virginie, |
| 5th California Infantry | novembre 1861 - 24 février 1862     | Campagne de la Péninsule ,               |

### Connecticut
| Unité                               | Durée                                | Destination                                |
| 1st Connecticut Cavalry             | 29 avril 1865 - 2 août 1865          | Libéré                                     |
| 1st Connecticut Heavy Artillery     | 2 janvier 1862 - 2 avril 1862        | Campagne de Bull Run                       |
| 1st Connecticut Heavy Artillery     | 27 août 1862 - 13 mai 1864           | Campagne de l'Overland                     |
| 2nd Connecticut Heavy Artillery     | 23 novembre 1863 - 13 mai 1864       | Campagne de l'Overland                     |
| 2nd Connecticut Heavy Artillery     | 3 juin 1865 - 18 août 1865           | Libéré                                     |
| 2nd Connecticut Light Artillery     | 15 octobre 1862 - juin 1863          | Campagne de Gettysburg                     |
| 2nd Connecticut Light Artillery     | 12 octobre 1863 - janvier 1864       | Transféré à La Nouvelle-Orléans, Louisiane |
| 1st Connecticut Infantry            | 18 mai 1861 - 16 juillet 1861        | Libéré (régiment de 90 jours)              |
| 2nd Connecticut Infantry            | 19 mai 1861 - 16 juillet 1861        | Libéré (régiment de 90 jours)              |
| 3rd Connecticut Infantry            | 19 mai 1861 - 2 janvier 1862         | Libéré (régiment de 90 jours)              |
| 4th Connecticut Infantry            | 10 juin 1861 - 16 juillet 1861       | Redésigné 1st Connecticut Heavy Artillery  |
| 5th Connecticut Infantry            | 20 mai 1865 - 19 juillet 1865        | Libéré                                     |
| 6th Connecticut Infantry            | 17 septembre 1861 - 5 octobre 1861   | Expédition de Sherman contre Port Royal    |
| 7th Connecticut Infantry            | 18 septembre 1861 - 5 octobre 1861   | Expédition de Sherman contre Port Royal    |
| 14th Connecticut Infantry           | 26 août 1862 - 8 septembre 1862      | Campagne d'Antietam                        |
| 14th Connecticut Infantry           | 15 mai 1865 - 21 mai 1865            | Libéré                                     |
| 15th Connecticut Infantry           | 29 août 1862 - 1er décembre 1862     | Fredericksburg Campaign                    |
| 16th Connecticut Infantry           | 31 août 1862 - 8 septembre 1862      | Antietam Campaign                          |
| 17th Connecticut Infantry           | 15 octobre 1862 - 3 novembre 1862    | Campagne de Fredericksburg                 |
| 19th Connecticut Infantry           | 16 septembre 1862 - 23 novembre 1863 | Redésigné 2nd Connecticut Heavy Artillery  |
| 20th Connecticut Infantry           | 12 septembre 186210 décembre 1862    | Campagne de Fredericksburg                 |
| 20th Connecticut Infantry           | 20 mai 1865 - 13 juin 1865           | libérét                                    |
| 21st Connecticut Infantry           | 12 septembre 18627 novembre 1862     | Campagne de Fredericksburg                 |
| 22nd Connecticut Infantry           | 3 octobre 1862 - 14 avril 1863       | Siège de Suffolk                           |
| 27th Connecticut Infantry           | 23 octobre 1862 - 7 novembre 1862    | Campagne de Fredericksburg                 |
| 29th Connecticut Infantry (Colored) | 18 avril 1865 - 28 mai 1865          | Transféré à Brownsville, Texas             |

### Delaware
| Unité                                       | Durée                          | Destination                   |
| Nield's Independent Battery Light Artillery | Septembre 1862 - 18 avril 1863 | Transfer to Norfolk, Virginia |
| 1st Delaware Infantry                       | 12 mai 1865 - 12 juillet 1865  | Libéré                        |
| 3rd Delaware Infantry                       | 12 mai 1865 - 3 juin 1865      | Libéré                        |
| 4th Delaware Infantry                       | 12 mai 1865 - 3 juin 1865      | Libéré                        |
| 8th Delaware Infantry                       | 12 mai 1865 - 3 juin 1865      | Libéré                        |

### District de Columbia
| Unité                             | Durée                                 | Destination                          |
| 1st District of Columbia Cavalry  | Juin 1863 - janvier 1864              | Transféré à Yorktown, Virginie       |
| 1st District of Columbia Infantry | 25 octobre 1861 - mai 1862            | Transféré à Harper's Ferry, Virginie |
| 2nd District of Columbia Infantry | 26 février 1862 - 6 septembre 1862    | Campagne d'Antietam                  |
| 2nd District of Columbia Infantry | 22 septembre 1862 - 12 septembre 1865 | Libéré                               |

### Illinois
| Unité                  | Durée                              | Destination                                    |
| 8th Illinois Cavalry   | 17 octobre 1861 - 10 mars 1862     | Campagne de Bull Run ,                         |
| 8th Illinois Cavalry   | 31 janvier 1864 - 1er juillet 1865 | Transféré à Chicago, Illinois pour être libéré |
| 68th Illinois Infantry | 10 juillet 186217 septembre 1862   | Transféré à Chicago, Illinois pour être libéré |

### Indiana
| Unité                                            | Durée                            | Destination                                        |
| 16th Independent Battery Indiana Light Artillery | 1er octobre 1862 - juin 1865     | Transféré dans l'Indiana pour être libéré          |
| 19th Indiana Infantry                            | 5 août 1861 - mars 1862          | Campagne de Bull Run (appartient à l'Iron Brigade) |
| 28th Indiana Infantry (Colored)                  | 26 avril 1864 - 1er juillet 1864 | [ 67 ]                                             |
| 63rd Indiana Infantry                            | 27 mai 1862 - 16 août 1862       | Bull Run Campaign                                  |

### Maine
| Unité                     | Durée                              | Destination                                                    |
| 1st Maine Heavy Artillery | 25 août 1861 - 15 mai 1864         | Campagne de l'Overland ,                                       |
| 2nd Maine Light Artillery | 3 avril 1862 - 20 avril 1862       | Campagne de Bull Run                                           |
| 2nd Maine Light Artillery | 5 novembre 1863 - 25 avril 1864    | Campagne de l'Overland                                         |
| 3rd Maine Light Artillery | 8 avril 1862 - novembre 1862       | Campagne de Virginie du nord                                   |
| 3rd Maine Light Artillery | septembre 1862 - 5 juillet 1864    | Campagne de Richmond-Petersburg                                |
| 4th Maine Light Artillery | 3 avril 1862 - 28 juin 1862        | Transféré à Harper's Ferry, Virginie                           |
| 5th Maine Light Artillery | 3 avril 1862 - 19 mai 1862         | Campagne de Bull Run                                           |
| 6th Maine Light Artillery | 3 avril 1862 - août 1862           | Transféré à Harper's Ferry, Virginie                           |
| 7th Maine Light Artillery | 2 février 1864 - 25 avril 1864     | Campagne de l'Overland                                         |
| 1st Maine Infantry        | 1er juin 1861 - 1er août 1861      | Libéré ,                                                       |
| 2nd Maine Infantry        | 30 mai 1861 - 16 juillet 1861      | Campagne de Bull Run                                           |
| 2nd Maine Infantry        | 22 juillet 1861 - 16 mars 1862     | Campagne de la Péninsule                                       |
| 3rd Maine Infantry        | 22 juillet 1861 - 16 mars 1862     | Campagne de la Péninsule                                       |
| 3rd Maine Infantry        | 5 juin 1861 - 16 juillet 1861      | Campagne de Bull Run                                           |
| 4th Maine Infantry        | 21 juin 1861 - 16 juillet 1861     | Campagne de Bull Run                                           |
| 4th Maine Infantry        | 22 juillet 1861 - 10 mars 1862     | Campagne de la Péninsule                                       |
| 5th Maine Infantry        | 27 juin 1861 - 16 juillet 1861     | Campagne de Bull Run                                           |
| 5th Maine Infantry        | 22 juillet, 1861 - 10 mars 1862    | Campagne de Péninsule                                          |
| 6th Maine Infantry        | 18 juillet 1861 - 16 juillet 1861  | Campagne de Bull Run                                           |
| 6th Maine Infantry        | 22 juillet 1861 - 10 mars 1862     | Campagne de la Péninsule                                       |
| 7th Maine Infantry        | 25 octobre 1861 - 16 juillet 1861  | Campagne de Bull Run                                           |
| 7th Maine Infantry        | 22 juillet 1861 - 10 mars 1862     | Campagne de la Péninsule                                       |
| 9th Maine Infantry        | 26 septembre 1861 - novembre 1861  | Expédition de Sherman sur Port Royal                           |
| 11th Maine Infantry       | 14 novembre 1861 - 10 mars 1862    | Campagne de la Péninsule                                       |
| 15th Maine Infantry       | 23 avril 1865 - 31 mai 1865        | Transféré à Savannah, Georgia                                  |
| 16th Maine Infantry       | 19 août 1862 - 6 septembre 1862    | Campagne du Maryland                                           |
| 17th Maine Infantry       | 23 août 1862 - 7 octobre 1862      | Campagne de Fredericksburg                                     |
| 18th Maine Infantry       | 24 août 1862 - 6 janvier 1863      | Redésigné 1st Maine Heavy Artillery                            |
| 19th Maine Infantry       | 27 août 1862 - 30 septembre 1862   | Campagne de Fredericksburg                                     |
| 22nd Maine Infantry       | 22 octobre 1862 - 3 novembre 1862  | Transféré à Baton Rouge, Louisiane                             |
| 23rd Maine Infantry       | 19 octobre 1862 - 17 juin 1863     | Transféré dans le Maine pour être libéré (régiment de 9 mois)  |
| 25th Maine infantry       | 18 octobre 1862 - 30 juin 1863     | Transféré dans le Maine pour être libéré (régiment de 9 mois)  |
| 26th Maine Infantry       | 27 octobre 1862 - 16 novembre 1862 | Transféré à La Nouvelle Orléans, Louisiane                     |
| 27th Maine Infantry       | 20 octobre 1862 - 4 juillet 1863   | Transféré dans le Maine pour être libéré (régient de 9 mois) , |
| 31st Maine Infantry       | 19 avril 1864 - 3 mai 1864         | Campagne de l'Overland                                         |
| 32nd Maine Infantry       | 21 avril 1864 - 3 mai 1864         | Campagne de l'Overland                                         |

### Maryland
| Unité                                         | Durée                       | Destination |
| Battery "D" Maryland Light Artillery          | juin 1864 - 25 juin 1865    | libéré ,    |
| Baltimore Independent Battery Light Artillery | janvier 1865 - 17 juin 1865 | libéré      |

### Massachusetts
| Unité                                            | Durée                               | Destination                                                               |
| 2nd Massachusetts Cavalry                        | 29 juillet 1863 - 14 juillet 1864   | Pursuite d'Early ,                                                        |
| 3rd Massachusetts Cavalry                        | 20 avril 1865 - 14 juin 1865        | Transféré à St. Louis, Missouri                                           |
| 5th Massachusetts Cavalry                        | 8 mai 1864 - 12 mai 1864            | Campagne de Petersburg - Richmond                                         |
| 5th Massachusetts Cavalry                        | 30 juin 1864 - mars 1865            | Transféré à Richmond, Virginie                                            |
| 1st Massachusetts Heavy Artillery                | 1er janvier 1862 - 15 mai 1864      | Campagne de l'Overland                                                    |
| 1st Massachusetts Heavy Artillery                | 23 mai 1865 - 17 août 1865          | libéré                                                                    |
| 3rd Massachusetts Heavy Artillery                | août 1864 - 18 septembre 1865       | libéré                                                                    |
| 4th Massachusetts Heavy Artillery                | 12 novembre 1864 - 17 juin 1865     | libéré                                                                    |
| 1st Massachusetts Light Artillery                | 4 octobre 1861 - 10 mars 1862       | Campagne de Bull Run                                                      |
| 3rd Massachusetts Light Artillery                | 11 septembre 1861 - 10 mars 1862    | Campagne de Bull Run                                                      |
| 5th Massachusetts Light Artillery                | 27 décembre 1861 - 10 mars 1862     | Campagne de Bull Run                                                      |
| 7th Massachusetts Light Artillery                | 22 juillet 1863 - 18 août 1863      | Émeutes de New York                                                       |
| 7th Massachusetts Light Artillery                | 11 septembre 1863 - 24 janvier 1864 | Transféré à La Nouvelle-Orléans, Louisiane                                |
| 8th Massachusetts Light Artillery                | 27 juin 1862 - 8 juillet 1862       | Campagne d'Antietam                                                       |
| 9th Massachusetts Light Artillery                | 4 septembre 1862 - 25 juin 1863     | Campagne de Gettysburg                                                    |
| 10th Massachusetts Light Artillery               | 17 octobre 1862 - 24 juin 1863      | Campagne de Gettysburg                                                    |
| 11th Massachusetts Light Artillery               | 4 novembre 1862 - 25 mai 1863       | Transféré à Boston, Massachusetts, pour être libéré (régiment de 9 mois)  |
| 11th Massachusetts Light Artillery (Reorganized) | 6 février 1864 - 9 avril 1864       | Campagne de l'Overland                                                    |
| 16th Massachusetts Light Artillery               | 18 avril 1864 - 1er juillet 1865    | Transféré dans le Massachusetts, pour être libéré                         |
| 1st Massachusetts Infantry                       | 17 juin 1861 - 16 juillet 1861      | Campagne de Bull Run                                                      |
| 5th Massachusetts Infantry                       | 1er mai 1861 - 16 avril 1861        | Campagne de Bull Run (régiment de 3 mois)                                 |
| 6th Massachusetts Infantry                       | 19 avril 1861 - 5 mai 1861          | Transféré à Baltimore, Maryland                                           |
| 7th Massachusetts Infantry                       | 15 juillet 1861 - 11 mars 1861      | Campagne de la Péninsule                                                  |
| 8th Massachusetts Infantry                       | 16 avril 1861 - 29 juillet 1861     | Transféré à Boston, Massachusetts pour être libéré (régiment de 90 jours) |
| 9th Massachusetts Infantry                       | 28 juin 1861 - 10 mars 1862         | Campagne de la Péninsule                                                  |
| 10th Massachusetts Infantry                      | 28 juin 1861 - 11 mars 1862         | Campagne de la Péninsule                                                  |
| 14th Massachusetts Infantry                      | 18 août 1861 - 1er janvier 1862     | Redésigné 1st Massachusetts Heavy Artillery                               |
| 18th Massachusetts Infantry                      | 29 août 1861 - 10 mars 1862         | Bull Run Campaign                                                         |
| 22nd Massachusetts Infantry                      | 11 octobre 1861 - 10 mars 1862      | Campagne de Bull Run                                                      |
| 32nd Massachusetts Infantry                      | 28 mai 1862 - 15 août 1862          | Campagne de Virginie septentrionale                                       |

### Michigan
| Unité | Durée | Destination |

### New Hampshire
| Unité                       | Durée                            | Destination |
| 11th New Hampshire Infantry | 14 septembre 1862 - octobre 1862 | [ 87 ]      |
| 14th New Hampshire Infantry | octobre 1862 - mars 1864         | [ 88 ]      |

### New Jersey
| Unité                    | Durée                             | Destination |
| 1st New Jersey Cavalry   | 24 août 1861 - 13 mai 1862        | ,           |
| 2nd New Jersey Cavalry   | 25 octobre 1864 - 9 novembre 1863 |             |
| 1st New Jersey Infantry  | 6 mai 1861 - 8 mars 1862          | [ 91 ]      |
| 2nd New Jersey Infantry  | 28 juin 1861 - 8 mars 1862        |             |
| 3rd New Jersey Infantry  | 28 juin 1861 - 8 mars 1862        |             |
| 4th New Jersey Infantry  | 20 août 1861 - 8 mars 1862        |             |
| 10th New Jersey Infantry | 26 décembre 1861 — avril 1863     |             |
| 5th New Jersey Infantry  | 29 août 1861 - mars 1862          |             |
| 6th New Jersey Infantry  | 10 septembre 1861 - mars 1862     |             |
| 7th New Jersey Infantry  | 19 septembre 1861 - mars 1862     |             |
| 8th New Jersey Infantry  | 1er octobre 1861 - mars 1862      |             |
| 9th New Jersey Infantry  | 4 décembre 1861 - 4 janvier 1862  |             |
| 11th New Jersey Infantry | 25 août 1862 - 16 novembre, 1862  |             |

### New York
| Unité                         | Durée                           | Destination |
| 9th New York Heavy Artillery  | septembre 1862 — 18 mai 1864    | ,           |
| 10th New York Heavy Artillery |                                 |             |
| 11th New York Infantry        | 7 mai 1861 - 15 juillet 1861    | ,           |
| 21st New York Infantry        |                                 |             |
| 69th New York Infantry        | 18 novembre 1861 - 10 mars 1862 | [ 96 ]      |
| 79th New York Infantry        | [ 97 ]                          |             |

### Ohio
| Unité                              | Durée                      | Destination |
| 131st Ohio Infantry (détachements) | 15 mai 1864 - 19 août 1864 | ,           |

### Pennsylvanie
| Unité                                                  | Duratée                             | Destination |
| 2nd Pennsylvania Heavy Artillery                       | 26 février 1862 - 28 mai 1864       | ,           |
| 5th Pennsylvania Heavy Artillery                       | 14 septembre 1864 - 30 juin 1865    |             |
| 6th Pennsylvania Heavy Artillery                       | 15 septembre 1864 - 15 juin 1865    |             |
| 3rd Pennsylvania Reserve (32nd Pennsylvania Infantry)  | 28 juillet 1861 - 10 mars 1862      | ,           |
| 4th Pennsylvania Reserve (33rd Pennsylvania Infantry)  | 17 juillet 1861 - 10 mars 1862      |             |
| 8th Pennsylvania Reserve (37th Pennsylvania Infantry)  | 30 juillet 1861 - 10 mars 1862      | [ 105 ]     |
| 12th Pennsylvania Reserve (41st Pennsylvania Infantry) | [ 106 ]                             |             |
| 69th Pennsylvania Infantry                             | 17 septembre 1861 - 22 février 1862 |             |
| 71st Pennsylvania Infantry                             | 22 juillet 1861 - 24 février 1862   |             |
| 72nd Pennsylvania Infantry                             | août 1861 - 22 février 1862         |             |
| 106th Pennsylvania Infantry                            | novembre 1861 - 24 février 1862     |             |

### Vermont
| Unit                  | Duration                                                           | Destination |
| 2nd Vermont Infantry  | 26 juin 1861 - 16 juillet 1861 et 12 août 1861 - 10 mars 1862      | [ 107 ]     |
| 3rd Vermont Infantry  | 26 juin 1861 - 16 juillet 1861 et 12 août 1861 - 10 mars 1862      | [ 108 ]     |
| 4th Vermont Infantry  | 25 septembre 1861 - 16 juillet 1861 et 12 août 1861 - 10 mars 1862 | [ 109 ]     |
| 6th Vermont Infantry  | 22 octobre 1861 - 16 juillet 1861 et 12 août 1861 - 10 mars 1862   | [ 110 ]     |
| 10th Vermont Infantry | 8 septembre 1862 - 22 juin 1863                                    | [ 111 ]     |
| 11th Vermont Infantry | 22 septembre 1862 - 15 mai 1864                                    | [ 112 ]     |
| 12th Vermont Infantry | 10 octobre 1862 - 25 juin 1863                                     | [ 113 ]     |
| 13th Vermont Infantry | 13 octobre 1862 - 25 juin 1863                                     | [ 114 ]     |
| 14th Vermont Infantry | 25 octobre 1862 - 25 juin 1863                                     | [ 115 ]     |
| 15th Vermont Infantry | 26 octobre 1862 - 25 juin 1863                                     | [ 116 ]     |
| 16th Vermont Infantry | 27 octobre 1862 - 25 juin 1863                                     | [ 117 ]     |

### Wisconsin
| Unité                  | Durée                                                       | Destination                                          |
| 2nd Wisconsin Infantry | 25 juillet 1861 - 10 mars 1862                              | Campagne de Bull Run (appartient à l'Iron Brigade) , |
| 6th Wisconsin Infantry | Campagne de Bull Run Campaign (appartient à l'Iron Brigade) |                                                      |
| 7th Wisconsin Infantry | Campagnede Bull Run (appartient à l'Iron Brigade)           |                                                      |

### Réguliers de l'armée des États-Unis
| Unit                                                      | Duration                      | Destination              |
| 1st United States Sharpshooters                           | 25 septembre 1861 - mars 1862 | Campagne de la Péninsule |
| 1st United States Cavalry (excepté les compagnies D et G) | novembre 1861 - mars 1862     | Campagne de la Péninsule |

### Volontaires des États-Unis
| Unit                                 | Duration                 | Destination |
| Veteran Reserve Corps                | [ 122 ]                  |             |
| 1st Battalion, Veteran Reserve Corps |                          |             |
| 2nd Battalion, Veteran Reserve Corps |                          |             |
| Union Army Balloon Corps             | octobre 1861 - août 1863 |             |